# Camellia longlingensis
Camellia longlingensis là một loài thực vật có hoa trong họ Theaceae. Loài này được F.C.Zhang, G.B.Chen & M.D.Tang mô tả khoa học đầu tiên năm 1990.